# 맥그리들스
맥그리들스(McGriddles) 또는 맥그리들(McGriddle)은 국제적인 패스트푸드 식당 체인점 맥도날드가 2003년 선보이고 판매하는 브렉퍼스트 샌드위치이다. 한국 미국, 터키, 캐나다, 폴란드, 일본, 과테말라, 멕시코, 필리핀, 싱가포르, 뉴질랜드(한정된 기간 동안만)에서 판매된다.
표준 맥그리들스는 튀긴 베이컨, 스크램블드 에그 플랩, 슬라이스 치즈로 구성된다.
맥도날드가 올데이 브렉퍼스트 메뉴를 2015년 10월 시작했을 때 맥그리들스 샌드위치는 처음에 메뉴에서 제외됐었다. 그러나 2016년 9월 다시 추가되었다.

## 같이 보기
- 맥머핀